# Eugenio Artom
Eugenio Artom (Asti, 17 febbraio 1896 – Firenze, 17 luglio 1975) è stato un politico e avvocato italiano.

## Biografia
Nasce ad Asti, la madre muore durante il parto e viene allevato dalla nonna. Da giovane si trasferisce con la famiglia a Roma, dove si laurea in Giurisprudenza. Partecipa al fronte alla Prima guerra mondiale, venendo insignito della croce di guerra e la medaglia di bronzo al valore. In seguito inizia l'attività pubblicistica.
Nel 1922 aderisce al Partito Liberale Italiano, appena fondato. Nel 1924 non aderisce però alla Lista Nazionale assieme ai fascisti, candidandosi nella lista liberale autonoma di Giovanni Giolitti, senza risultare eletto.
Con l'avvento della dittatura fascista, abbandona ogni attività politica e si dedica alla carriera di avvocato, prestando aiuto ai perseguitati e cooperando alla difesa degli imputati politici. Lavora poi per la Banca d'Italia e in seguito per La Fondiaria Assicurazioni, trasferendosi a Firenze, dove è amministratore delegato della società. Nel 1938, in seguito alle leggi razziali, è costretto a sospendere l'attività. L'anno seguente entra a far parte del consiglio della comunità israelitica di Firenze. 
Dopo la caduta del fascismo del 25 luglio 1943 partecipa alla ricostruzione del PLI a Firenze e poi è attivo nel Comando militare interpartitico (il "Comando Marte"), posto alle dipendenze del Comitato toscano di liberazione nazionale. Dopo la Resistenza viene decorato di un'altra croce di guerra. Nel 1945 fa parte della Consulta Nazionale in rappresentanza dei liberali.
Nel 1946 viene eletto consigliere comunale a Firenze, carica che mantiene ininterrottamente fino al 1970 (dal 1951 al 1954 è anche assessore agli affari legali e all'urbanistica nella giunta La Pira). Nel 1963 viene eletto al Senato della Repubblica con il PLI, restandoci per una legislatura, fino al 1968.
Muore a 79 anni, nel luglio del 1975.